# 御匯

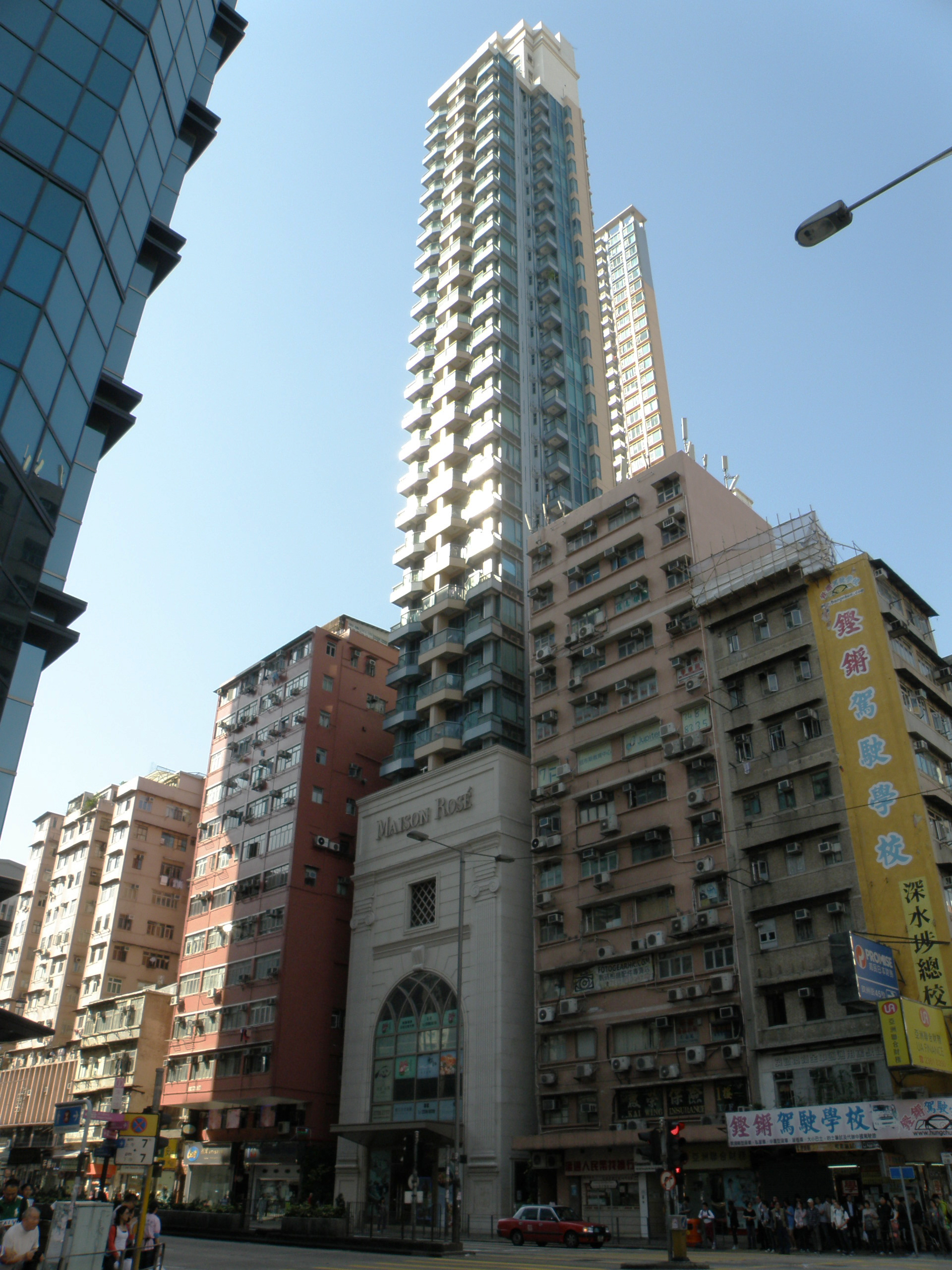
深水埗御匯

御匯（英語：Maison Rosé）位於香港九龍深水埗長沙灣道270號（近欽州街），是信和置業發展的單幢式住宅，樓高24層，共提供96個一房單位，為1梯4伙設計。2011年7月14日啟用（14年樓齡），基座為心飲食集團旗下之足浴店及火鍋店。
由於它位於毗鄰黃金電腦商場地段中的第2幢21世紀新樓，而且單位的色，故此開售時入場價300起。同區有另一幢21世紀新樓——海峯，在它鄰街。

## 毗鄰
- 欽州街小販市場
- 西九龍中心
- 黃金電腦商場及高登電腦中心
- 長沙灣政府合署
- 麗安邨及怡靖苑
- 麗閣邨及怡閣苑
- 九龍工業學校